# La Demoiselle d'honneur
La Demoiselle d'honneur is een Franse dramafilm uit 2004 onder regie van Claude Chabrol. Het scenario is gebaseerd op de roman Het bruidsmeisje (1989) van de Britse auteur Ruth Rendell.

## Verhaal
Philippe werkt als handelsvertegenwoordiger in een buitenwijk van Nantes. Als hij de mysterieuze Senta leert kennen op een bruiloftsfeest, wordt hij meteen verliefd op haar. Zij heeft echter een zonderlinge levensfilosofie.

## Rolverdeling
- Benoît Magimel: Philippe Tardieu
- Laura Smet: Senta Bellange
- Aurore Clément: Christine
- Bernard Le Coq: Gérard Courtois
- Solène Bouton: Sophie Tardieu
- Anna Mihalcea: Patricia Tardieu
- Michel Duchaussoy: Clochard
- Suzanne Flon: Mevrouw Crespin
- Eric Seigne: Jacky
- Pierre-François Dumeniaud: Nadeau
- Philippe Duclos: Kapitein Dutreix
- Thomas Chabrol: Luitenant José Laval
- Isolde Barth: Rita
- Mazen Kiwan: Pablo